# Egon Horak
Egon K. Horak (Innsbruck, 1937) é um micologista e professor de biologia austríaco.

## Biografia
Egon Horak estudou Biologia e Geologia na Universidade de Innsbruck. Entre 1985 e 2002 foi professor de Botânica, Sistemática e Ecologia em Pilze e no Instituto Federal de Tecnologia de Zurique. Após a aposentadoria, continua a ser um consultor honorário e curador do Herbário de Zurique.
Ele é um reconhecido internacionalmente pelo seu trabalho com as famílias de fungos Boletaceae e Agaricales. E tem sido um grande expositor no "Simpósio Internacional de Micologia Ártica-Alpina" (ISAM).